# Asparaginsynthetase
Asparaginsynthetase (ASNS) ist ein in allen Lebewesen vorkommendes Enzym. Es katalysiert die körpereigene Herstellung der Aminosäure L-Asparagin aus L-Aspartat und L-Glutamin.
Das Enzym besteht aus zwei Domänen: der Teil, der die Aminogruppe von Glutamin entfernt (Glutamin-Amidotransferase, EC 2.4.2.-); die Aminogruppe wird als Ammonium zum C-terminalen Ende des Enzyms geschleust, wo Aspartat als β-Aspartyl-AMP vorbereitet ist und schließlich die Aminierung und Trennung von AMP stattfindet.
Das katalysierte Reaktionsgleichgewicht lautet:
 + L-Glutamin + ATP + H2O ⇔

 + L-Glutamat + AMP + PPi
Die Umkehrreaktion kann bei Asparaginverbrauch Adenosintriphosphat gewinnen und wird bei extremem Glukosemangel aktiv, der die verstärkte Produktion des Enzyms auslöst. Ebenso wird ASNS-Produktion bei Asparaginmangel hochgefahren – hier spielen die Transkriptionsfaktoren ATF5 und CHOP eine Rolle.
Akute lymphoblastische Leukämie wird unter anderem durch künstlich erzeugten Asparaginmangel mithilfe von Asparaginase bekämpft. Resistenzen auf diese Behandlung sind auf die Aktivität der ASNS zurückzuführen. Um diese Resistenzen behandelbar zu machen, sind vermehrt auch Anstrengungen im Gange, ASNS-Hemmer zu finden.